# Puy-l'Évêque
 Puy-l'Évêque  (en occitano Puèg l'Avesque) es una población y comuna francesa, situada en la región de Mediodía-Pirineos, departamento de Lot, en el distrito de Cahors y cantón de Puy-l'Évêque.

## Demografía
| 2147 | 2261 | 2353 | 2302 | 2209 | 2159 |
| Para los censos de 1962 a 1999 la población legal corresponde a la población sin duplicidades (Fuente: INSEE [Consultar]) |      |      |      |      |      |